# Букове (Берегівський район)
Буко́ве — село в Виноградівській громаді Берегівського району Закарпатської області України.

## Назва
Назву село отримало від навколишніх букових лісів. А назва Фоковбікк (угор. Fakóbükk) — об'єднання слова фагус (бук по- латині) та бік (теж саме по — угорськи). У народній вимові воно трансформувалося в Фоковбіки.

## Історія
Відносно молоде поселення. Перша офіційні згадка датується 1784 роком.

## Храми
Храм св. Івана Предтечі. 1868.
У 1847 р. згадували дерев'яну церкву. Через 21 рік збудовано муровану базилічну церкву.
Значні власні кошти вклав у спорудження цієї церкви священик Великої Копані о. Андрій Попович, який не мав своєї сім'ї. У шематизмі 1883 р. церкву датують 1865 роком. Ікони «Божа Мати з сином» та «Св. Миколай» створені 1775 р. Іконостас із 36 ікон початку XX ст. було перевезено, як кажуть, з Малого Раківця.
У 1974—1975 рр. відбулося оновлення храму. Плоске перекриття замінили склепінчастим. Замінили старий іконостас і помалювали інтер'єр. Біля південного фасаду виявлено фундамент, очевидно, попередньої церкви.
Поряд стоїть традиційна каркасна двоярусна дерев'яна дзвіниця з двома дзвонами. У 1999 р. розпочато перебудову церкви.

## Населення
Згідно з переписом УРСР 1989 року чисельність наявного населення села становила 1935 осіб, з яких 911 чоловіків та 1024 жінки.
За переписом населення України 2001 року в селі мешкало 2139 осіб.

### Мова
Розподіл населення за рідною мовою за даними перепису 2001 року:
| Мова       | Відсоток |
| ---------- | -------- |
| українська | 99,16 %  |
| російська  | 0,74 %   |
| молдовська | 0,05 %   |
| угорська   | 0,05 %   |

## Економіка
Букове було бідним селом, ще у 1966 році майже половина села була забудована старими хатами, в основному під соломою. Воно було відоме і як, другий після Широкого, центр самогоноваріння, особливо сливовиці. За досить короткий час виросли сучасні будинки, невпізнанно змінився благоустрій села. Сприяла економічному піднесенню села вдало вибрана спеціалізація населення по ранньому вирощуванню полуниці. Схили горбів, на яких розташоване село, ідеально підходять для вирощування цієї культури.
Нині більшість буківчан займаються вирощуванням полуниці, правда, останнім часом її монополію потіснили капуста, помідори, перець, баклажани. Появилася нова вигідна сфера — вирощування квітів. Жителі села, як справжні економісти, вибирають собі ту культуру, яка є найбільш вигідною і найменш трудозатратною. Багато буківчан в сезон займаються збиранням грибів, дикоростучих, особливо ожини. Це досить помітно поповнює їх сімейні бюджети. Є декілька сімей, які роблять віники.
У Буковому є декілька джерел питної води, яка славиться на весь район. Багато виноградівчан беруть воду для своїх харчових потреб саме звідси.

## Туристичні місця
- храм св. Івана Предтечі. 1868.
- традиційна каркасна двоярусна дерев'яна дзвіниця з двома дзвонами